# Emil Wallimann

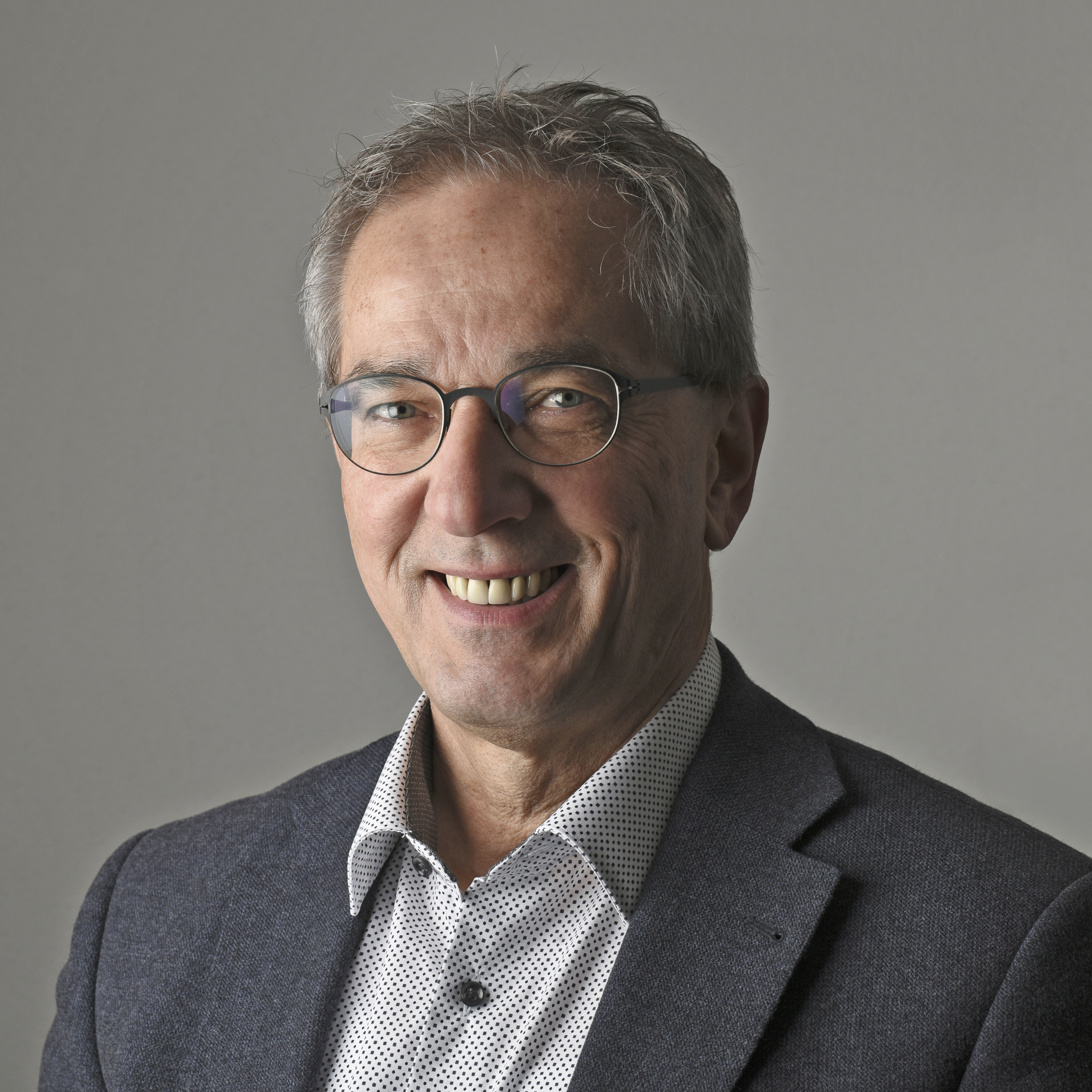
Portrait von Emil Wallimann

Emil Wallimann (* 24. Februar 1957 in Alpnachstad) ist ein Schweizer Volksmusiker, Dirigent, Komponist und Arrangeur.

## Leben und Wirken

### Ausbildung und musikalische Laufbahn
Emil Wallimann stammt aus einer musikalischen Familie und wirkte schon früh im Familienchor mit, der später als Jodlergruppe «Bärgröseli Alpnachstad» bekannt wurde. Ersten Unterricht auf der Klarinette, die zu seinem Basisinstrument wurde, erhielt er als Viertklässler bei Toni Odermatt, danach bei der Musikgesellschaft Alpnach. Nach einer Lehre als Bauspengler besuchte er ab 1978 die Unteroffiziersschule in Zürich und die Trompeter-Rekrutenschule. Er nahm anschliessend sein Musikstudium am Konservatorium Luzern auf, wo er ein Diplom im Fach Klarinette erwarb. Beim Militär war Wallimann Spielführer der Militärmusik und wurde bei Josef Gnos zum Blasmusikdirigenten Typ A ausgebildet.
Als Blasmusikdirigent leitete er unter anderem die Feldmusik Stans, das Obwaldner Bataillonsspiel und das Nidwaldner Ad-hoc-Blasorchester. Von 1990 bis 2017 war er Dirigent der Musikgesellschaft Ennetbürgen. Zudem widmete sich Wallimann dem Jodeln. Schon in seiner Jugend schrieb er Jodellieder, mit 18 Jahren komponierte er einen ersten Naturjodel und ein Jahr später sein bekanntes Jodellied Abschied von der Alp. Er schuf über 100 Jodelkompositionen, darunter Werke wie D’Älpler vom Pilatusberg, Uf em Guggerhof und D’Sag vo de Schwandalp.

### Lehr- und Verbandstätigkeit
Wallimann arbeitet als Hauptlehrer an den Dirigentenkursen des Eidgenössischen Jodlerverbandes. Er wirkte als Referent für Weiterbildungen und leitete auch Sänger- und Notenlesekurse. Seit 2018 ist er Mitglied im Zentralvorstand des Eidgenössischen Jodlerverbandes als Präsident der Fachkommission Jodeln. Er war ausserdem Mitglied und Präsident der Musikkommission des Unterwaldner Musikverbandes (1994–2006) und Mitglied im Vorstand des Schweizerischen Dirigentenverbandes (2005–2016). Emil Wallimann war von 1984 bis 2019 als Leiter der Musikschule Ennetbürgen tätig und dirigierte die Musikgesellschaft Ennetbürgen von 1990 bis 2017 in der 1. Stärkeklasse.

## Auszeichnungen
- 2009: Goldener Violinschlüssel[7]

## Werke (Auswahl)
- Gwitternacht (1996)
- Jodelphonie 1 (1996)
- Jodelphonie 2 (2000)
- Drei Orgeltänze: «Gloube, Hoffnig, Liebi». Jodlerkantate für Männerchor, Jodel-Vorsänger, Baritonsolo, Talerbecken, Sennschellen und Orgel. Komponiert zusammen mit Willi Valotti

## Diskographie
- Jodel meets Classic. Hochstehende Jodelliteratur kombiniert mit klassischen Werken (2009)
- Händs midenand scheen. Nidwaldner Volkslieder, Konzert mit Kinder- und Jugendchören (2013)
- So schön cha das sii! CD zum 60. Geburtstag von Emil Wallimann mit verschiedenen Interpreten (2017)
- Wiehnachtsgedanke. Weihnachts-Kantate, Live-Aufnahme der Uraufführung. Mitwirkung: JK Fruttklänge Kerns, Obwaldner Jungjuizer, Obwaldner Huismuisig, Rolf Simitz & Robi Kuster (2019)